# Avelino Rosas Córdoba
Avelino Rosas Córdoba, né le 15 avril 1856 à Dolores (aujourd'hui appelée Rosas) près de Popayán et mort le 20 septembre 1901 à Puerres, était un général libéral colombien.